# Doddagangawadi, Ramanagara
Doddagangawadi là một làng thuộc tehsil Ramanagara, huyện Ramanagara, bang Karnataka, Ấn Độ.